# Pinocho (película de 1986)
 Pinocho  es una película de Argentina filmada en Eastmancolor dirigida por Alejandro Malowicki sobre su propio guion  según el cuento homónimo de Carlo Collodi adaptado por Hugo Midón que se estrenó el 4 de diciembre de 1986 y que tuvo como actores principales a Soledad Silveyra, Gianni Lunadei,  María Vaner y Cristina Banegas.

## Sinopsis
Una comedia musical basada en el cuento del célebre muñeco.

## Reparto
| Actor               | Personaje |
| ------------------- | --------- |
| Soledad Silveyra    | Pinocho   |
| Gianni Lunadei      | Gepetto   |
| María Vaner         |           |
| Cristina Banegas    |           |
| Danilo Devizia      |           |
| Felipe Méndez       |           |
| Pablo Cedrón        |           |
| Mario Luciani       |           |
| Julián Howard       |           |
| Susana Ortiz        |           |
| Augusto Kretschmar  |           |
| Salo Vasocchi       |           |
| Arnaldo Corombaroli |           |
| Luis Ziembrowski    |           |
| Guillermo Angelelli |           |
| Roberto Catarineu   |           |
| Daniel Miranda      |           |

## Comentarios
Diego Curubeto en Ámbito Financiero dijo:

«Tiene logros destacables y algunos defectos que no pueden dejar de notarse.»

Daniel López en La Razón opinó:

«El pinocho de Midón y Malowicki, por empezar, no miente, y por lo tanto no le crece la nariz…Además se dirige frecuentemente al espectador –a su igual, él también es un niño- estableciendo así una saludable comunicación .»

Manrupe y Portela escriben:

«Digna versión del clásico infantil, partiendo de una obra teatral de éxito y bien orientado al público elegido.»